# Pluviometría

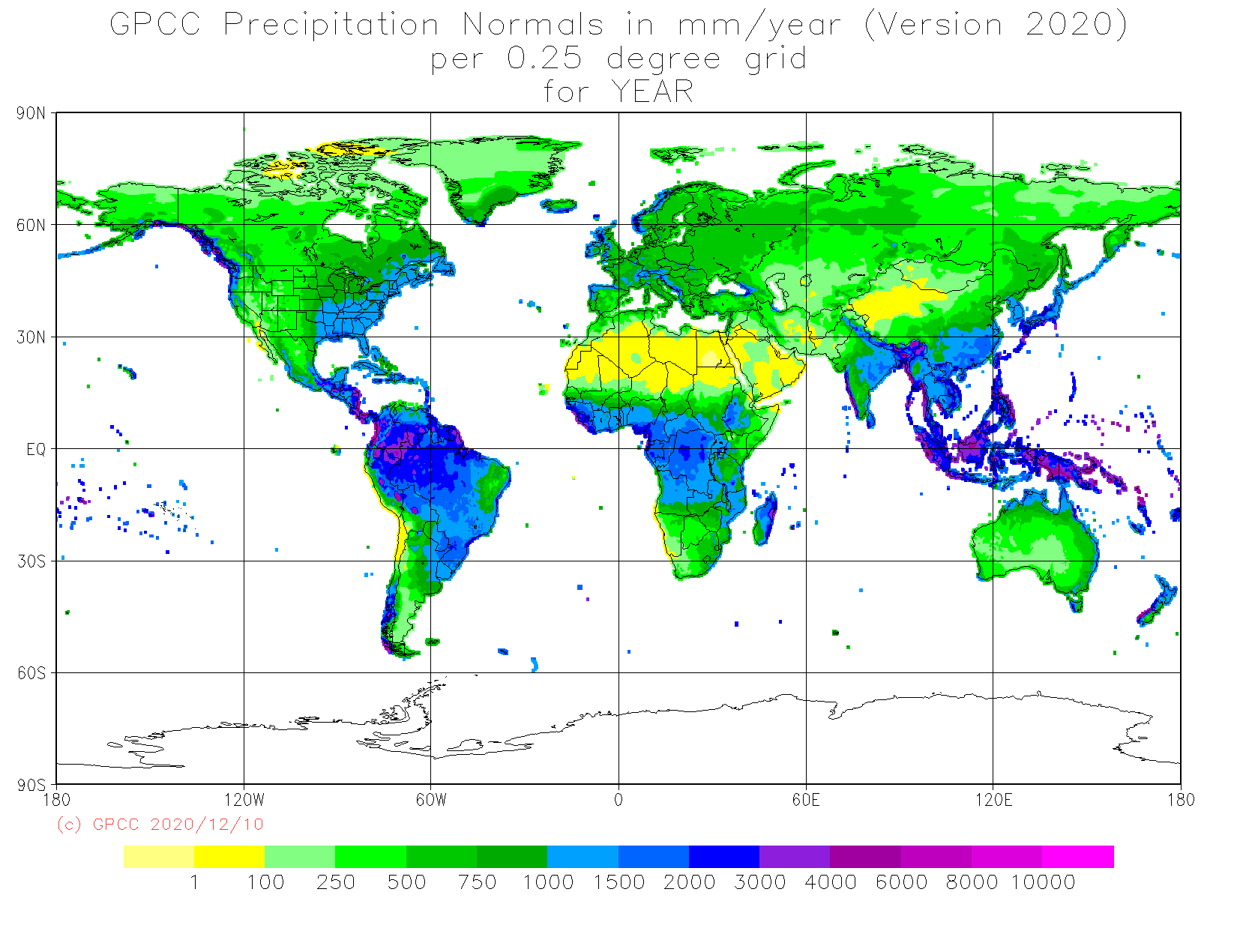
Pluviometría media mundial para el periodo comprendido entre 1951 y 2000.

Se denomina pluviometría a la medición de las precipitaciones pluviales caídas en un lugar y en un tiempo dados. Esto incluye el estudio y tratamiento de los datos de precipitación que se obtienen de los aparatos de medida, denominados pluviómetros, ubicados a lo largo y ancho del territorio.  La palabra proviene del latín pluvius, que significa lluvia, y del griego metron (μέτρον), que significa medida. También se denomina pluviometría a la parte de la meteorología que se ocupa del estudio de la distribución geográfica y estacional de las precipitaciones acuosas.
Además de la cantidad precipitada, es importante anotar qué tipo de fenómeno (lluvia, llovizna, chubasco, con o sin tormenta) ha dado lugar a la precipitación. Los datos se anotan siguiendo el horario del día pluviométrico. La unidad de medida varía según el tipo de precipitación sea sólida o líquida, pero se reduce a milímetros de espesor de la lámina de agua precipitada (un mm de precipitación equivale a un litro por metro cuadrado). Cuando la precipitación es tan escasa que no puede ser medida, se considera como precipitación "traza" y corresponde a precipitaciones menores de 0,1 mm.

## Medida de la precipitación
La precipitación se mide generalmente como la cantidad de agua caída durante un cierto periodo de tiempo sobre una superficie determinada (L/m2), aunque también es corriente expresarla en mm, refiriéndose a  la altura alcanzada por un litro de agua al extenderse sobre una superficie de 1 m2 perfectamente horizontal. Para la determinación de las cantidades precipitadas se utilizan pluviómetros y pluviógrafos colocados en puntos determinados junto con otros instrumentos de medición meteorológica, en lo que se denomina estaciones meteorológicas. La diferencia entre ambos estriba en que el pluviógrafo, además, posee un sistema de grabación mecánica que permite registrar gráficamente la cantidad de lluvia para un intervalo de tiempo determinado. Para el estudio pluviométrico de las precipitaciones acaecidas en una determinada zona se utilizan las redes pluviométricas, que consiste en una serie de observaciones en un número determinado de estaciones situadas en la zona o región en estudio. Se recomienda por la Organización Meteorológica Mundial (O.M.M.) la siguiente densidad mínima de estaciones pluviométricas: 
- Una estación por cada 600 km2, en zonas poco accidentadas. 
-  Una estación por cada 100 km2, en zonas montañosas. 
Para que las mediciones pluviométricas sean representativas en su conjunto, las estaciones de la red deben estar, dentro de lo posible, uniformemente distribuidas y su colocación en el punto de observación no debe estar afectado por obstáculos próximos, como árboles, edificaciones, etc. Hay que tener en cuenta, que la finalidad principal de una estación pluviométrica es la elaboración de la climatología de la zona en la que se encuentra.Las precipitaciones, junto con la distribución de la temperatura terrestre, condicionan el clima terrestre, la naturaleza y el funcionamiento de los ecosistemas, así como su productividad primaria. Es uno de los factores que condicionan el desarrollo de las sociedades humanas y por tanto una cuestión geopolítica.